# تهران قصری
تهران قصری (انگلیسی: Tehran Von Ghasri) شناخته شده به عنوان تهران سُپرواز یک کمدین بین‌المللی، بازیگر، میزبان، شخصیت تلویزیونی و رادیویی دورگه ایرانی-آمریکایی است که از پدری ایرانی و مادری آمریکایی سیاه‌پوست می‌باشد.
او یکی از دوستان نزدیک مکس امینی است. تهران در واشینگتن دی سی بزرگ شد و در آنجا کار خود را آغاز کرد. او یک کمدین دو زبانه به زبان فارسی و انگلیسی است.
وی به نام تهران، پایتخت ایران نامگذاری شد. همان‌طور که وی گفت، والدینش نام تهران را به عنوان یادآوری ریشه و و نژاد و فرهنگ ایرانی و فارسی وی انتخاب کردند.

## اوایل زندگی
تهران قصری در واشینگتن دی سی از یک پدر ایرانی و یک مادر آفریقایی آمریکایی به دنیا آمد که هر دو در دانشگاه با یکدیگر ملاقات کردند. وی در یک برنامه تلویزیونی که توسط بخش فارسی صدای آمریکا راه اندازی شد و تحت عنوان «دقیقه ای با ماکس امینی» قرار گرفت، دوستی دیرینه خود را با ماکس امینی نشان داد و گفت که امینی اولین انگیزه او برای کمدین شدن بود. تهران دارای مدرک روابط بین‌الملل و اقتصاد بین‌الملل از دانشگاه جورج میسون است.

## در آغاز کار
تهران میزبان برنامه‌های رادیویی و تلویزیونی خود در تلویزیون ماهواره ای رنگارنگ و تپش بوده که هر دو کانال‌های تلویزیونی فارسی‌زبان آمریکایی مستقر در آمریکا هستند. او همچنین در کلوپ‌های سراسر آمریکا، عمدتاً در کارخانه خنده، کمدی استندآپ را اجرا می‌کند.

## فیلم‌شناسی

### فیلم
| سال  | عنوان                                  | نقش            | یادداشت  |
| ---- | -------------------------------------- | -------------- | -------- |
| ۲۰۱۵ | سگهای مال                              | تهران اسنایپ   | نقش مکمل |
| ۲۰۱۶ | جیمی وستوود: قهرمان آمریکایی           | دی جی در عروسی | نقش مکمل |
| ۲۰۱۸ | Fury of the Fist and the Fleece Fleece | کنت بلکلا      |          |
| ۲۰۱۹ | تایپکاست آمریکایی                      | نیک            |          |

### تلویزیون
| سال       | عنوان                             | نقش     | یادداشت                                           |
| --------- | --------------------------------- | ------- | ------------------------------------------------- |
| ۲۰۱۴      | GGN: شبکه خبری اسنوپ داگ دو تا جی | مرد کمک | قسمت: "GGN How To Be Kool - Snoop & Kool-Aid Man" |
| ۲۰۱۵      | زندگی خود را بدست آورید           | پسر     | قسمت: "Girl Get Your NYPTSD"                      |
| ۲۰۱۸      | یک پنی برای افکار شما             | چارلی   |                                                   |
| ۲۰۱۸–۲۰۱۹ | جادوگران واقعی هالیوود غربی       | ری جی   |                                                   |

### کارهای مستند
| سال  | عنوان                   | نقش                  | یادداشت                   |
| ---- | ----------------------- | -------------------- | ------------------------- |
| ۲۰۱۲ | شاهان غروب              | خودش                 | قسمت: "لطفاً مردی بیاورید" |
| ۲۰۱۳ | @تعطیلات تابستانی       | خودش                 | ۲ قسمت                    |
| ۲۰۱۴ | پاشیده‌ای از نوروز       | خودش                 | مستند کوتاه               |
| ۲۰۱۴ | TakePart Live           | خودش - مشارکت روزانه | ۸۶ قسمت                   |
| ۲۰۱۴ | Revolt Live             | خودش                 | مورخ ۲۸ اکتبر ۲۰۱۴        |
| ۲۰۱۴ | مسافرخانه سرعت تاریخ    | سرد                  | فیلم کوتاه                |
| ۲۰۱۵ | نوروز: گمشده و یافت شده |                      | مستند                     |
| ۲۰۱۶ | مقداری                  | خودش                 | ۸ قسمت                    |
| ۲۰۱۷ | مراسم نوروز ۱۳۹۶        | خودش                 | ویژه تلویزیون             |
| ۲۰۱۸ | ممنوعیت سفر             | خودش                 | مستند                     |